# Čedok Open 1989
Čedok Open 1989, stylizováno ČEDOK Open a hráno jako Mezinárodní mistrovství ČSSR mužů v tenise, byl tenisový turnaj na profesionálním okruhu Nabisco Grand Prix. Třetí ročník Czechoslovak Open probíhal mezi 7. a 13. srpnem 1989 v československé metropoli Praze na antukových dvorcích štvanického areálu.
Turnaj disponoval rozpočtem 140 000 dolarů. Nejvýše nasazeným singlistou se stal třicátý čtvrtý hráč světa Jordi Arrese ze Španělska. Titul ve dvouhře získal Urugayec Marcelo Filippini, který vybojoval druhou z pěti kariérních trofejí. Deblovou soutěž ovládla španělsko-rakouská dvojice Jordi Arrese a Horst Skoff.

## Mužská dvouhra

### Nasazení
| Stát           | Hráč               | ATP | Nasazení |
| -------------- | ------------------ | --- | -------- |
| Španělsko      | Jordi Arrese       | 34. | 1.       |
| Rakousko       | Horst Skoff        | 32. | 2.       |
| Československo | Karel Nováček      | 57. | 3.       |
| Uruguay        | Marcelo Filippini  | 67. | 4.       |
| Československo | Martin Střelba     | 63. | 5.       |
| Argentina      | Eduardo Bengoechea | 85. | 6.       |
| Španělsko      | Fernando Luna      | 91. | 7.       |
| USA            | Lawson Duncan      | 98. | 8.       |

### Jiné formy účasti
Následující hráči obdrželi divokou kartu do hlavní soutěže:
- Martin Damm
- Ctislav Doseděl
- Tomáš Zdražila

Následující hráči postoupili z kvalifikace:
- Ģirts Dzelde
- Petr Hájek
- Václav Roubíček
- David Rikl

## Mužská čtyřhra

### Nasazení
| Stát           | Hráč            | Stát           | Hráč         | Nasazení |
| -------------- | --------------- | -------------- | ------------ | -------- |
| Československo | Petr Korda      | Československo | Tomáš Šmíd   | 1.       |
| Československo | Václav Roubíček | Československo | Daniel Vacek | 2.       |
| bez nasazení   | bez nasazení    | bez nasazení   | bez nasazení | 3.       |
| Španělsko      | Jordi Arrese    | Rakousko       | Horst Skoff  | 4.       |

### Jiné formy účasti
Následující pár obdržel divokou kartu do hlavní soutěže:
- Martin Střelba /  Pavel Vízner

## Přehled finále

### Mužská dvouhra
- Marcelo Filippini vs.  Horst Skoff, 7–5, 7–6

### Mužská čtyřhra
- Jordi Arrese /  Horst Skoff vs.  Petr Korda /  Tomáš Šmíd, 6–4, 6–4